# أولكر
أولكر (بالتركية: Ülker)‏ هي شركة منتجات غذائية تركية تُصدر منتجاتها لنحو 110 دولة حول العالم
.
المنتجات الأساسية للشركة هي البسكويات والرقائق والشوكولاتة. في ديسمبر 2009 بلغت عائدات الشركة 1,551,549,924 ليرة تركية.

## روابط خارجية
- الموقع الرئيسي لشركة أولكر
- الموقع الرئيسي ليلدز القابضة